# Лукас, Сара
Са́ра Лу́кас (род. 1962) — британская художница, представитель движения Молодые британские художники. Работы Сары Лукас — фотографии, коллажи, скульптура, найденные объекты, инсталляции и рисунки. В них она рассуждает на темы гендерных отношений, социальной и сексуальной идентификации, разрушения и смерти.

## Биография
Сара Лукас родилась в Холлоуэй, Лондон, Англия. Она изучала искусство в Годсмит-колледже (учебное заведение новаторской ориентации), Лондонском Колледже Печати и Ювелирном Колледже и получила высшее образование в 1987.
На следующий год, в 1988 она приняла участие в выставке Freeze, наряду с её современниками, Энгусом Фэйерхерстом, Дэмиеном Хёрстом, Яном Девенпортом и Гэри Хьюмом. Выставка Freeze положила начало движению Молодые британские художники. В 1990-х годах, благодаря своему провокационному творчеству, она стала одной из лучших художниц Молодых Британских Художников. В начале 1990-х в своих работах она начала замещать образы человеческого тела образами мебели.
Первые две авторские выставки Сары Лукас прошли в 1992 и были названы «Всё это шутка» (The Whole Joke) и «Член, пригвозжённый к доске» (Penis Nailed to a Board). В течение шести месяцев в 1993, Лукас и её приятельница Трейси Эмин, тоже художница, арендовали в Восточном Лондоне площадь под магазин The Shop, где они выставляли и продавали свои работы, создавая из них сувениры — начиная от кружек с напечатанными на них картинами, заканчивая футболками с лозунгами.
В своём творчестве Сара Лукас постоянно ищет всё новые и новые материалы, чтобы с помощью ироничных, визуальных и сексуальных метафор выразить своё отношение к сексу, смерти, национальным чертам англичан и разности полов.
В таких работах, как «Сука» (Bitch)(стол, футболка, дыни, и герметично упакованная копченая рыба, 1995), Сара сочетает низкопробную, бульварную культуру со стилем ready-made. В одной из своих работ раннего творчества она изобразила страницу газеты Sunday Sport в увеличенном масштабе.
Сара Лукас известна также своими автопортретами, такими как Многоразовый Туалет (Human Toilet Revisited) (1998)-цветная фотография, на которой она, сидя на унитазе, курит сигарету. На её авторской выставке Нудная работа (The Fag Show)в Sadie Coles в 2000 году, она использовала сигареты как материал, как в Автопортрете с Сигаретами (Self-portrait with Cigarettes)(2000).
В 1996 Сара приняла участие в документальной передаче «Би-Би-Си» (BBC) «Две Дыни и Зловонная Рыба» (Two Melons and a Stinking Fish.).
Персональные выставки в роттердамском Бойманс-ван Беунинген, во Франкфуртском Портике, в Музее «Людвиг» в Кёльне, в недавней обзорной выставке в Зале Искусств Цюриха, в Союзе Художников Гамбурга, и Ливерпульском Тэйт (Tate Liverpool), проходили наряду с выставками в необычных местах — в опустошённом офисном здании для выставки Закон (The Law)(1997), в разрушенном почтовом склада в Берлине для выставки Красота (Beautiness) (1999), и инсталляции в Музее Фрейда под названием «Вне Принципа Удовольствия» (Beyond the Pleasure Principle). (2000)
Творческие работы Сары Лукас появились в самых значимых журналах о современном британского искусства последнего десятиления, включая обзоры журналов «Brilliant!-Современное искусство Лондона в Волкер Арт-Центре», «Миннеаполис» (1995), «Sensation» (Молодые британские Художники из Списка Саатчи Королевской Академии в 1997), и «Интеллект- Современное Британское Искусство»(2000), в Великобританской галерее Тейт. В 2003 Сара Лукас приняла участие в 50-м Международном Биеннале Искусства в Венеции — «Перспектива: Современное Искусство в Афинах, и In-A-Gadda-Da-Vida»- выставка трёх художников для Tate Britain при участии Ангуса Фэйрхерста и Дэмьена Хёрста (2004). С октября 2005 по январь 2006 галерея Тейт Ливерпуль представил первую обзорную выставку работ Лукас.
Лукас живёт в Суффолке и работает в Лондоне. Её работы выставляются Sadie Coles HQ в Лондоне, Барбарой Глэдстоун в Нью-Йорке и CFA в Берлине.